# ۱۳۲۹ (قمری)
۱۳۲۹ (قمری)، هزار و سیصد و بیست و نهمین سال در گاهشماری هجری قمری است. اول محرم این سال برابر با دوم ژانویه سال ۱۹۱۱ میلادی است.

## زادگان
== درگذشتگان ==میرزا عبدالرحیم طالبوف تبریزی

## وابسته
- احمد کسروی
- روزنامه هفتگی میزان
- سید ابوالحسن اصفهانی